# Забелочье
Забелочье (укр. Забілоччя) — село на Украине, находится в Радомышльском районе Житомирской области.
Код КОАТУУ — 1825082601. Население по переписи 2001 года составляет 669 человек. Почтовый индекс — 12262. Телефонный код — 4132. Занимает площадь 3,446 км². Орган местного самоуправления — Забелочский сельский совет.
Через село протекает река Белка.

## Адрес местного совета
12262, Житомирская область, Радомышльский р-н, с. Забелочье; тел. 9-42-42.